# Gillis Quintijn
Gillis Guintijn (Haarlem, vers 1590 - La Haye, vers 1635) est un écrivain néerlandais du Siècle d'or.

## Biographie
Gillis Guintijn est né à Haarlem vers 1590.
Comme il le dit lui-même dans un poème de 58 vers, Quintijn est un disciple de Jacob Cats.
En 1627, il se fait connaître avec le poème Oraeniens Grolsgewin, qui lui vaut l'intervention du prince Frédéric-Henri d'Orange-Nassau en sa faveur sur des litiges liés à un pari ou à une dette de plus de 4 939 florins pour sa tante Cornelia Kooymans, veuve d'Abraham de Visscher. Il a été emprisonné puis libéré au bout de trois ans sur ordre de la Cour suprême,, bien qu'il eût déjà soldé ses dettes en 1624.
En 1629, il déménage avec sa famille à La Haye,, où il écrit d'autres poèmes dont: De voor-lopende Hollandsche Wee! ende Wraecke-klagt, Oraniëns overwinning van 's Hertogenbos et De Hollandsche Liis met de Brabantsche Bely. Dans ce dernier, l'auteur stigmatise le comportement de la jeune génération, mettant en évidence le mauvais instinct dans l'habitude de danser, qu'il considère comme un comportement obscène. Ce danger est souligné par les illustrations d'Adriaen Matham, Theodor Matham et Cornelis van Kittensteyn (it).

## Œuvres
- Oraeniens Grolsgewin, 1627[2]

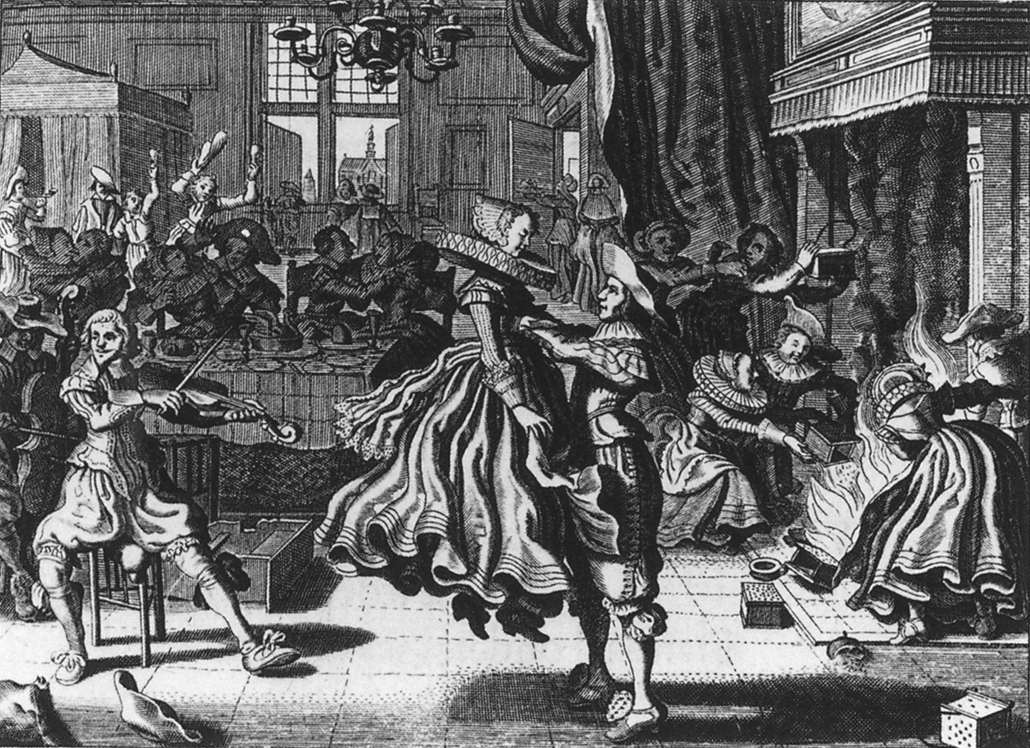
Illustration de De Hollandsche-Liis met de Brabantsche-Bely: poeetischer wyse voorgestelt en gedicht

- De Hollandsche-Liis met de Brabantsche-Bely: poeetischer wyse voorgestelt en gedicht, avec Jacob Cats et illustré par Adriaen Matham, 1629[6]
- De voor-lopende Hollandsche Wee! ende Wraecke-klagt[1]